# Reluxa

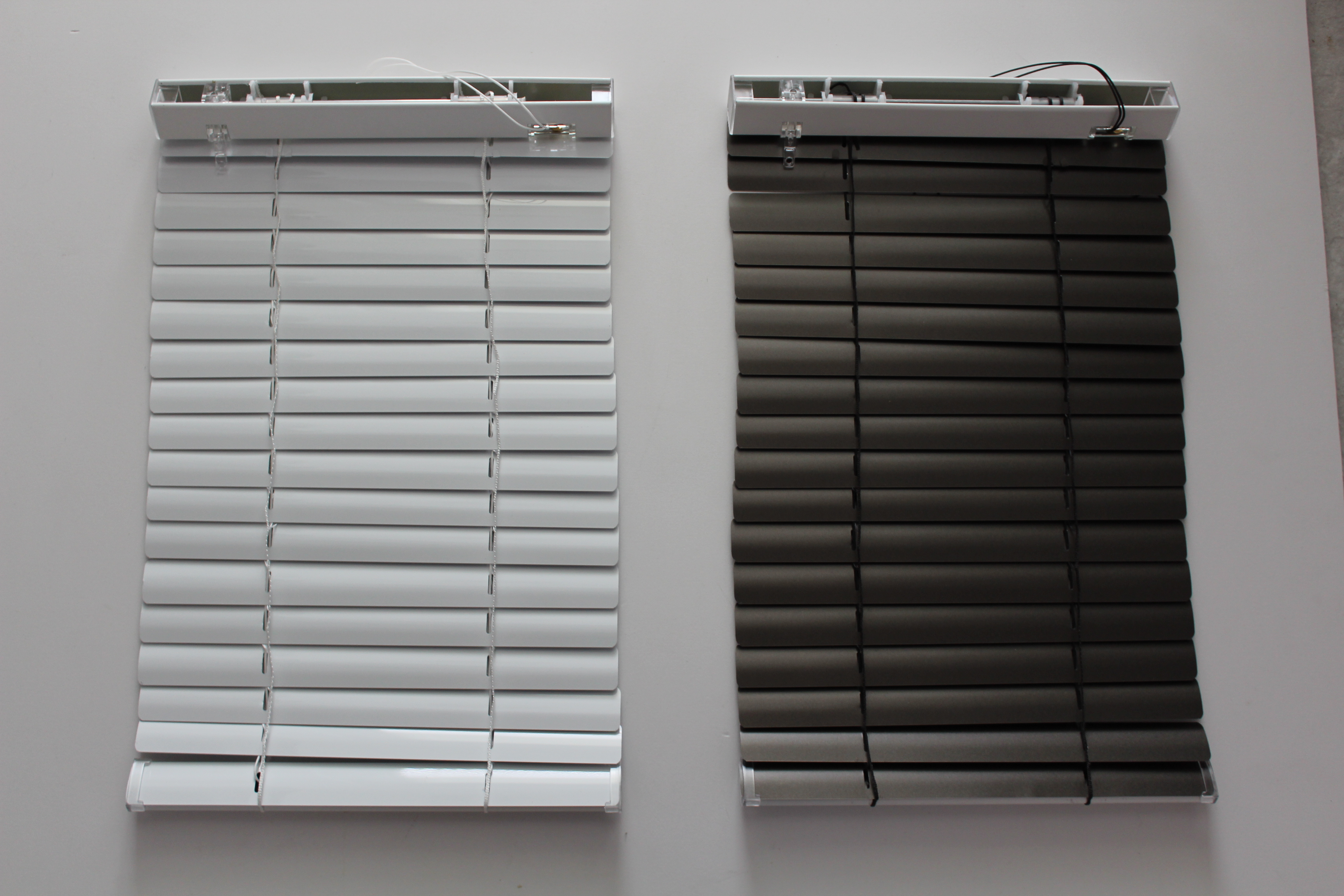
Reluxa karnissal együtt

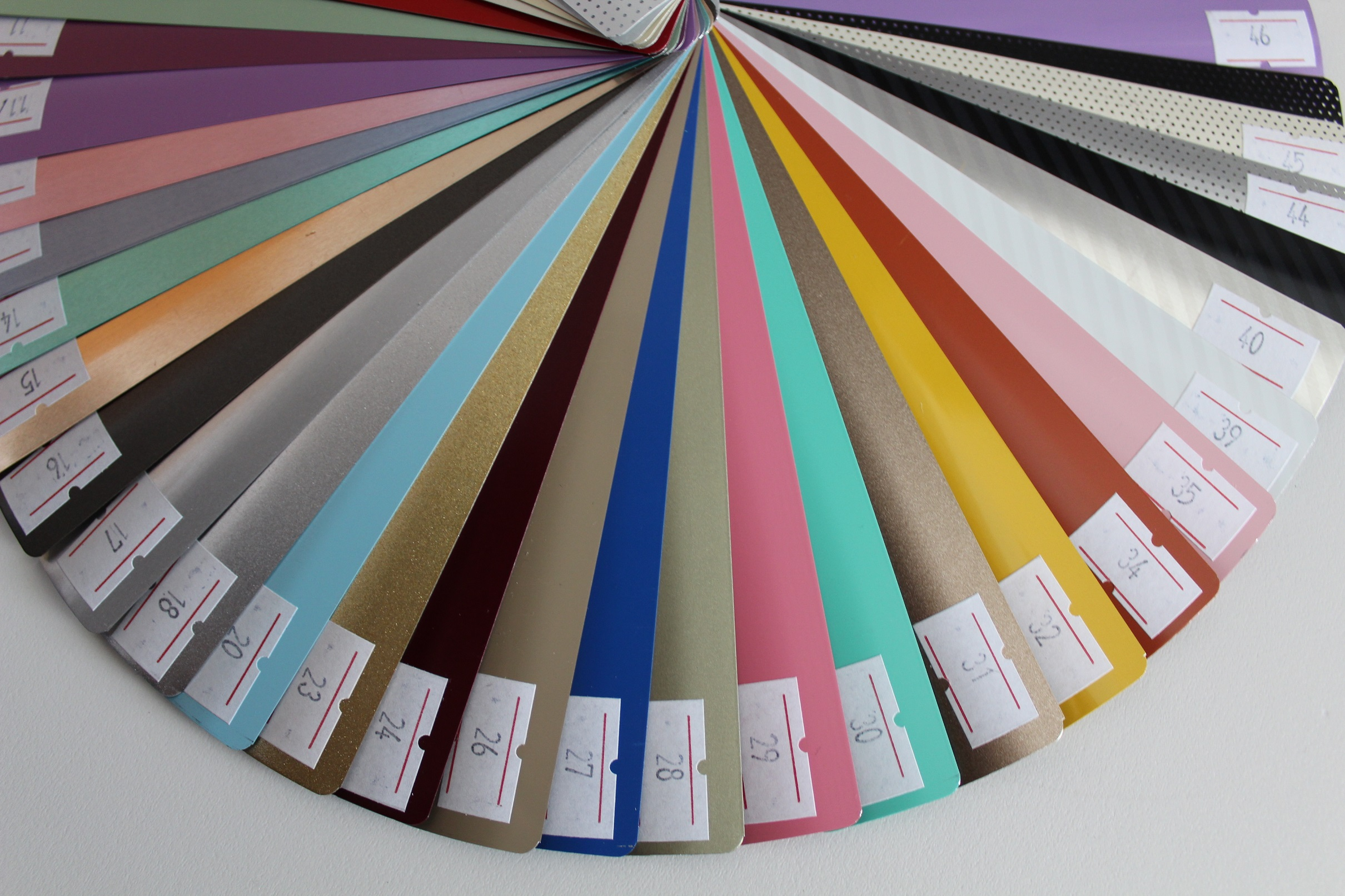
Reluxa színek

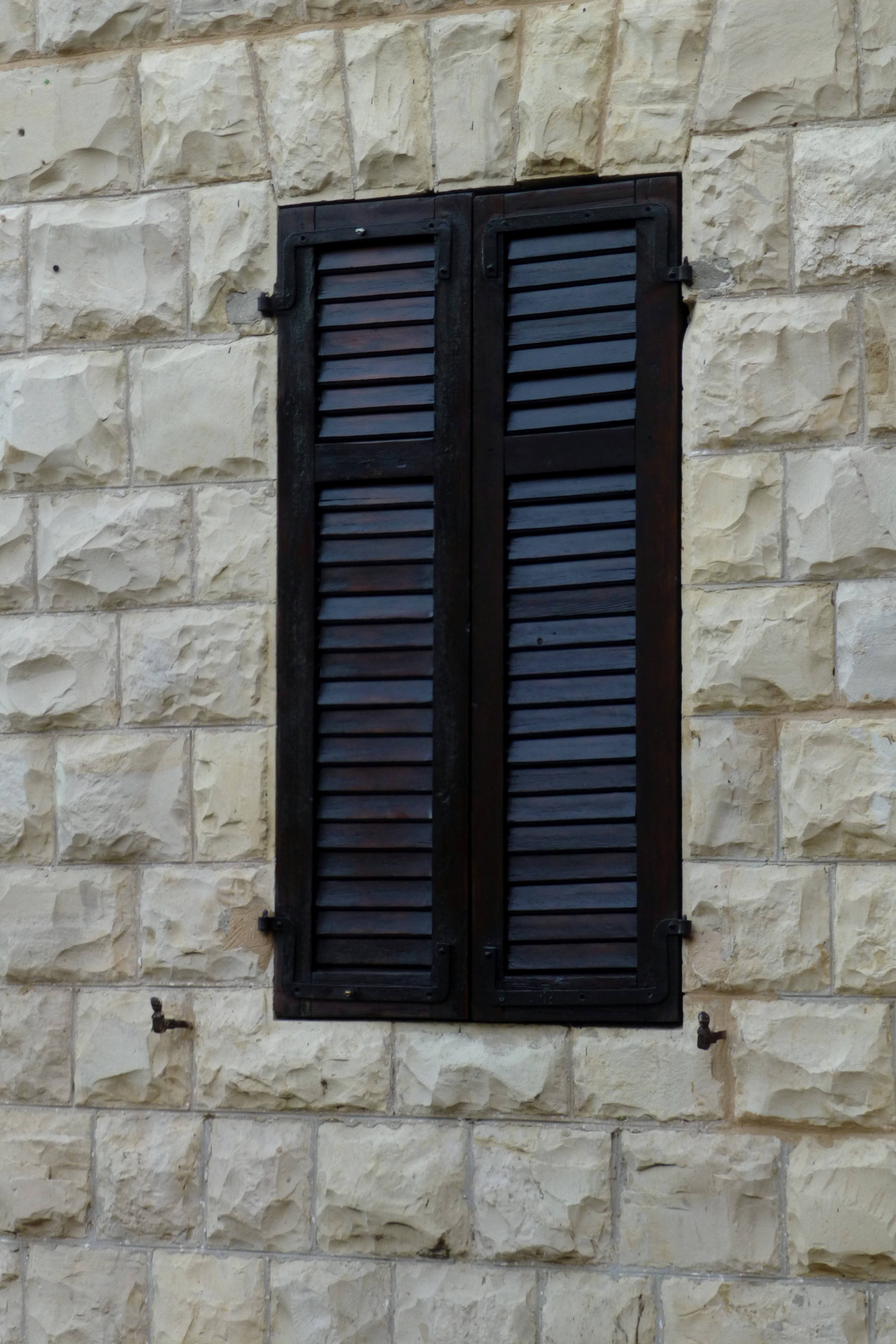
Lamellás fa zsalugáter, a zsinórral működő modern reluxák őse

A reluxa belső árnyékoló berendezés épületekben. A reluxa elforgatható lamellákból áll, amelyekkel szabályozható a bejövő fény mennyisége és iránya.

## Kialakítása
Leggyakrabban az ablakok belső részére szerelik. A reluxa téglalap alakú ablakoknál felhúzható, míg trapéz, háromszög és boltíves nyílások esetében csak elforgatása lehetséges. A lamellák forgatása forgatópálcával történik, zsinórral felhúzhatók.
Létezik feszített és nem feszített kivitelben: a feszített azt jelenti, hogy a reluxa alsó záróléc része is rögzítve van az adott nyílászáróhoz, így ha például kinyitjuk az ablakot vagy buktatjuk, a reluxa a nyílászáró szárnyával együtt mozog. A nem feszített kivitel alsó része nincs rögzítve, így az csak lóg az alsó záróléc súlyánál fogva.

## Technikai részletek
Leggyakrabban alumíniumból készül, de léteznek reluxák műanyagból és fából is.  A lamellák 50, 25 vagy 16 mm-esek, különböző színben. 
A hőtechnikai paramétereit illetően a metálfényű és világos reluxák jóval kevesebb hőt engednek a lakásba, mint a textil anyagú árnyékolók.
A reluxa hátránya, hogy a lamellák porfogóként működnek, tisztításuk nehézkes. A lamellákat egy irányba forgatva azért letörölhető.
A rolettával (leereszthető függöny) szemben viszont előnyös, hogy a külvilágtól nem zár el teljesen, a lamellák optimális szögbe állításával megmaradhat a kontaktus a külvilággal a beláthatóság mégis korlátozódik.
A szélessége általában a nyílászáró üvegfelületénél oldalanként 1 cm-rel nagyobb, pl.  100 cm széles üveg esetén 102 cm a szélesség. Magasság mérése pedig az adott szárny közepétől a közepéig.

## Külső hivatkozások
- Redőny.lap.hu – linkgyűjtemény
- Reluxa.lap.hu – linkgyűjtemény
- Rolo.lap.hu – linkgyűjtemény
- Lamellás árnyékolók
- Napellenző-napernyő oldal